# 名称大使
名称大使（めいしょうたいし、英語: Nominal Ambassador）とは、特命全権大使に任ぜられていない外交官のうち、元首又は外務大臣等により特に「大使」の名称を用いることを命じられた（あるいは特に許された）者を指す俗称である。類似の制度に名称公使（めいしょうこうし）、ローカルランクがある。

## 設置理由
高位の（大使ではない）外交官に対して、職務の遂行上「大使」の名称を付与することが適当である場合（儀典長として外国要人の接遇にあたる場合、特定の外交問題について複数の外国と調整する場合など）に与えられる。類似した制度に、外交使節団の長（日本においては在外公館の長）が不在の間に置かれる臨時代理大使がある。日本の場合、一つの大使館や政府代表部に、在外公館長たる特命全権大使の他、単数又は複数の名称大使が置かれることがある（この場合、次席館員たる大使は次席大使等と呼ばれる）。
また、殉職した外交官に対して、この名称大使の制度を援用し「大使の名称」を追贈する例もある。（日本での実例:奥克彦）

## 辞令
日本の場合、名称大使は特命全権大使のような認証官ではない（他の役職を占める者に対して追加して名称を付与するものにすぎない）ため、皇居での認証官任命式は行われず、信任状も携行しない。特命全権大使が官記（任命の辞令）において「特命全権大使に任命する」と書かれるのに対して、名称大使の人事異動通知書（辞令）の表記は「大使を命ずる」又は「大使の名称を与える」となっている。日本語の一般的な用法としてこの名称大使である大使を「称号」と分類する向きもあるが、外務公務員法（第6条第2項）及び官報掲載の辞令に基づく限りは「公の名称」又は「名称」と定義されており、法的な区分としては「称号」ではない。

## 脚註
1. ↑  衆議院内閣委員会（1966年3月11日及び1973年9月21日）、同外務委員会（2004年8月4日）及び参議院外務委員会（1966年4月21日）において国務大臣・政府委員・政府参考人の答弁で説明・使用例あり。
2. ↑  官報掲載辞令の実例:昭和62年8月25日付け官報本紙第8156号13頁、平成9年8月5日付け官報本紙第2194号10頁、平成11年2月4日付け官報本紙第2559号8頁、ほか5件あり。